# Fieberklee
Der Fieberklee oder Bitterklee (Menyanthes trifoliata) ist die einzige Pflanzenart der monotypischen Gattung Menyanthes in der Familie der Fieberkleegewächse (Menyanthaceae). Diese Sumpf- oder Wasserpflanze ist auf der Nordhalbkugel weitverbreitet.

## Beschreibung

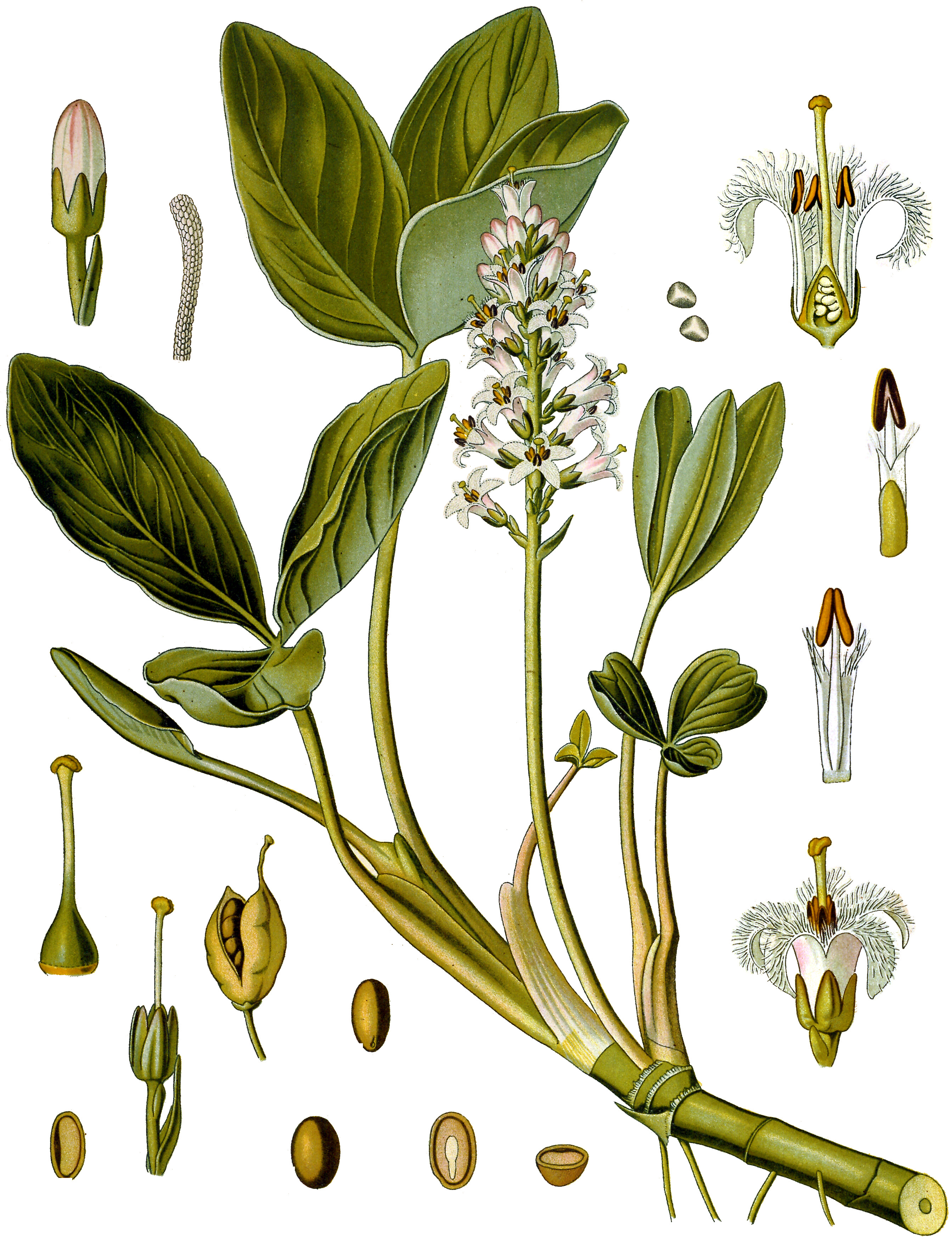
Illustration aus Köhler's Medizinalpflanzen

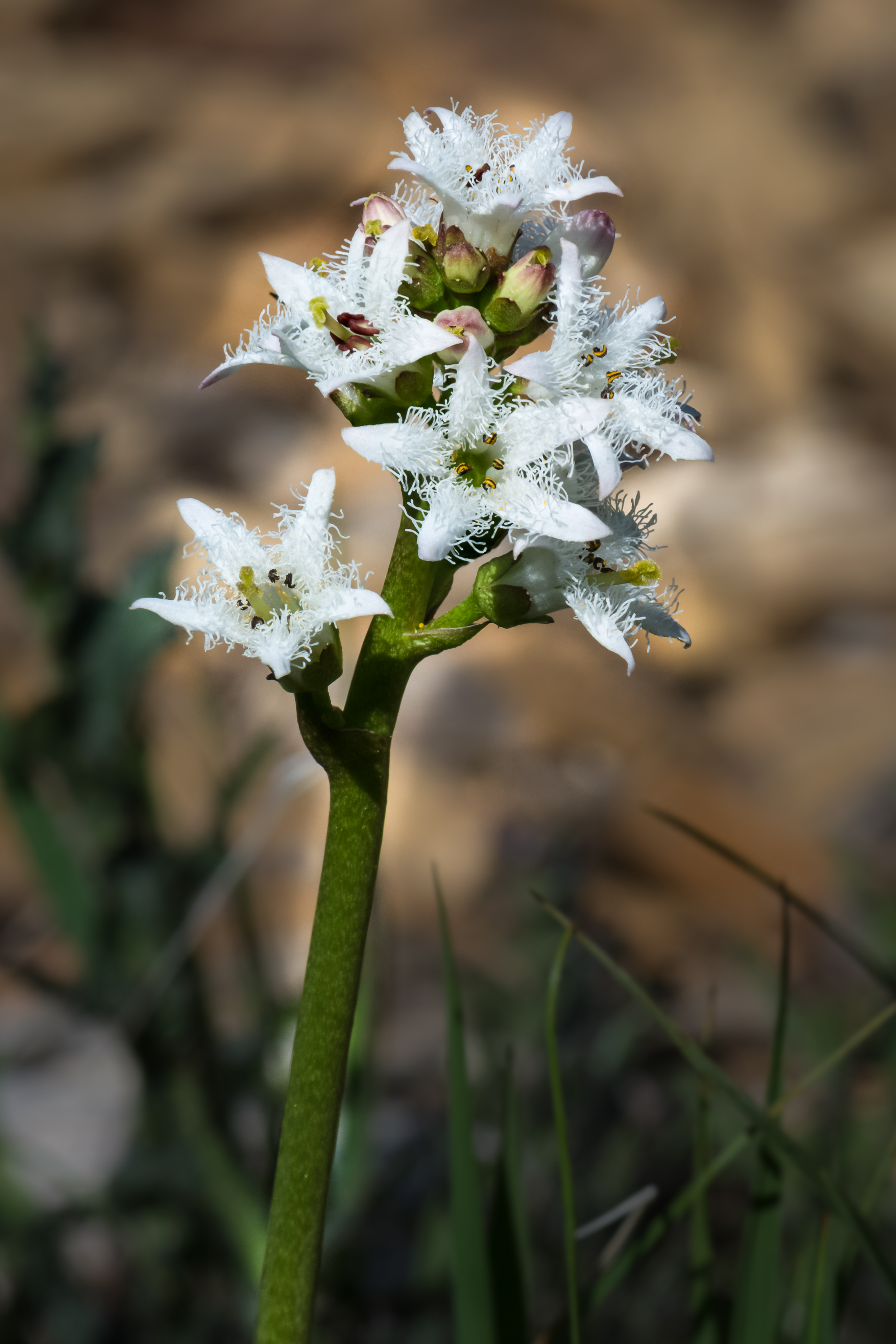
Blütenstand

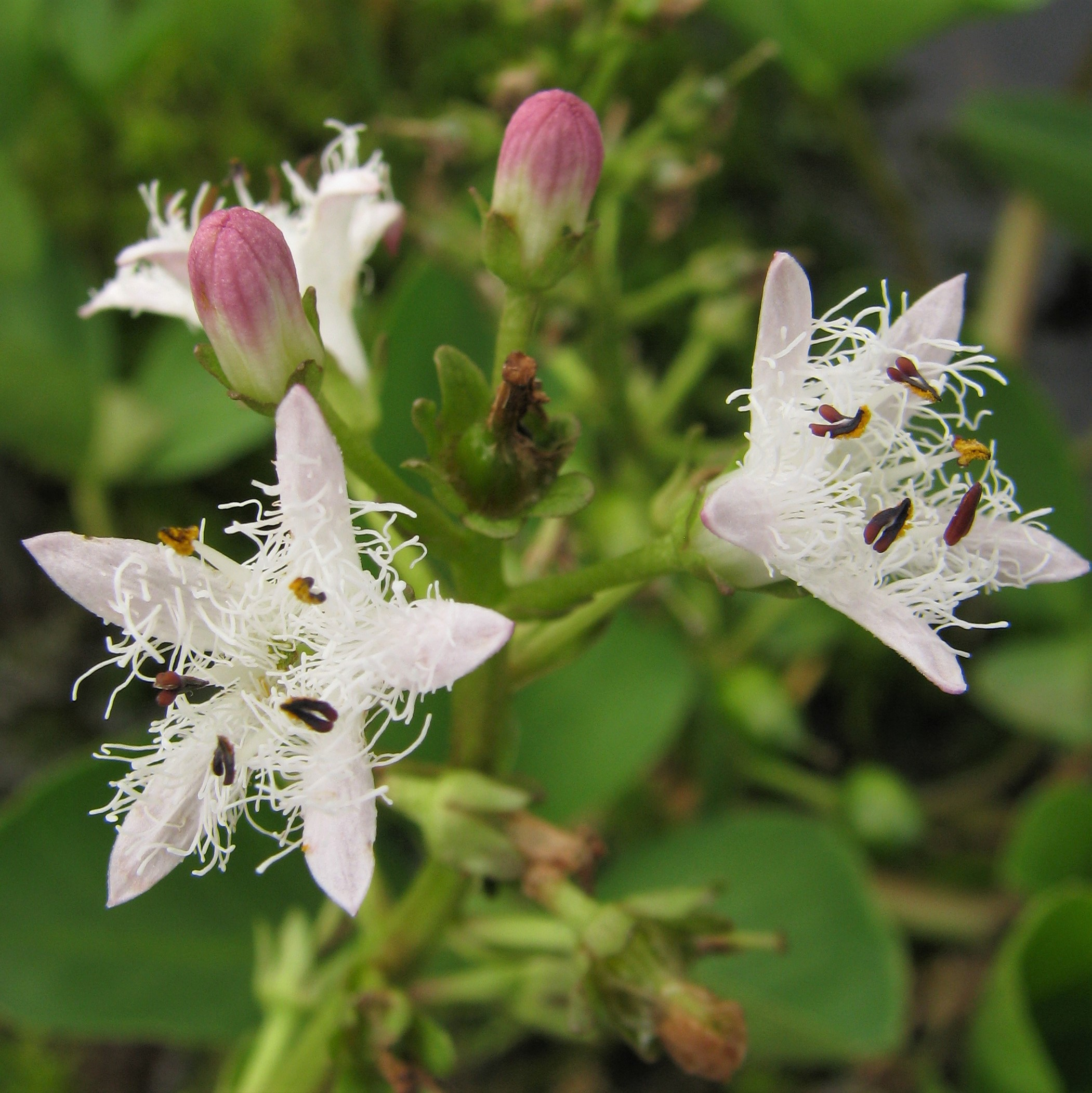
Ausschnitt eines Blütenstandes mit rosafarbenen Blütenknospen und weißen geöffneten Blüten

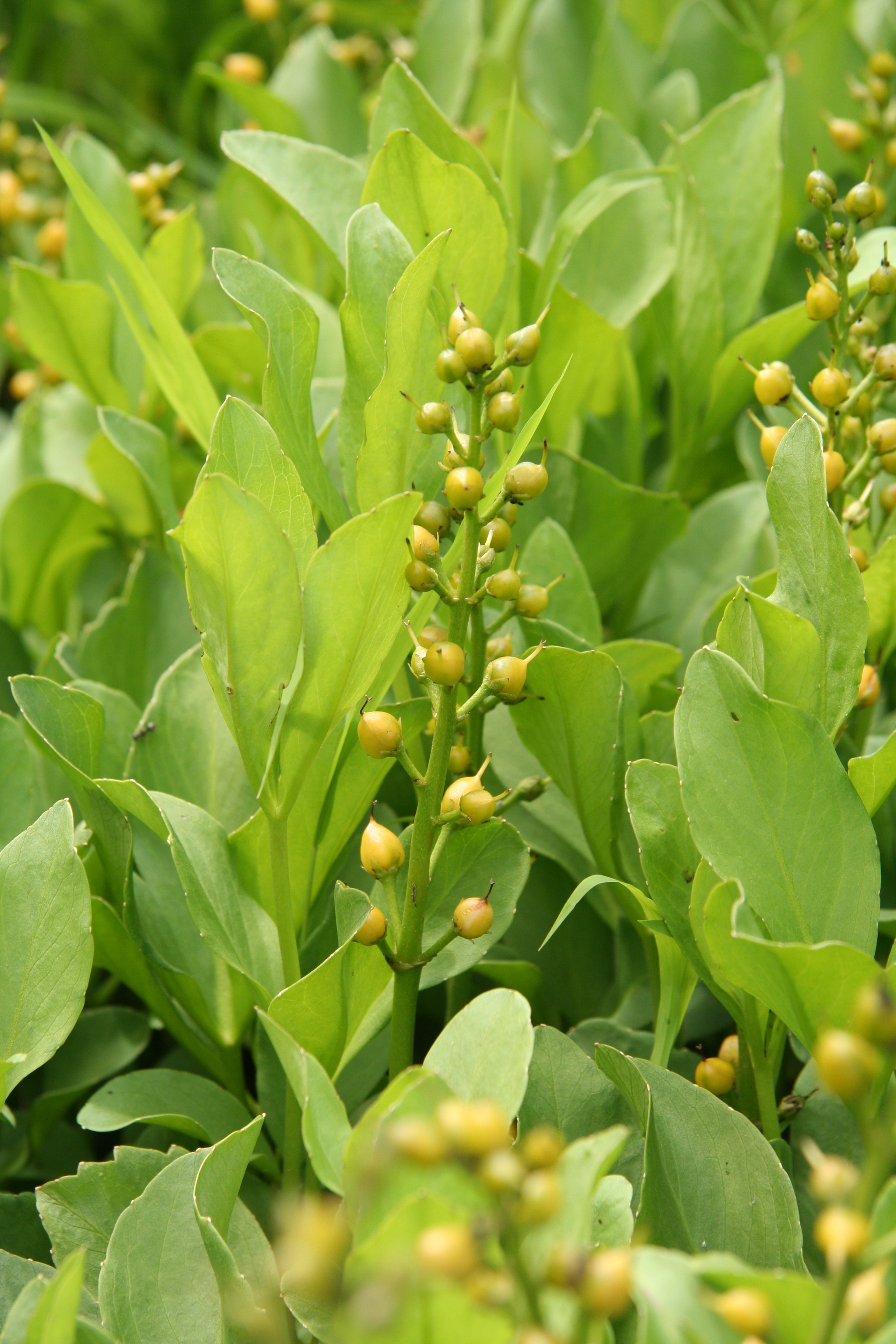
Fruchtstand

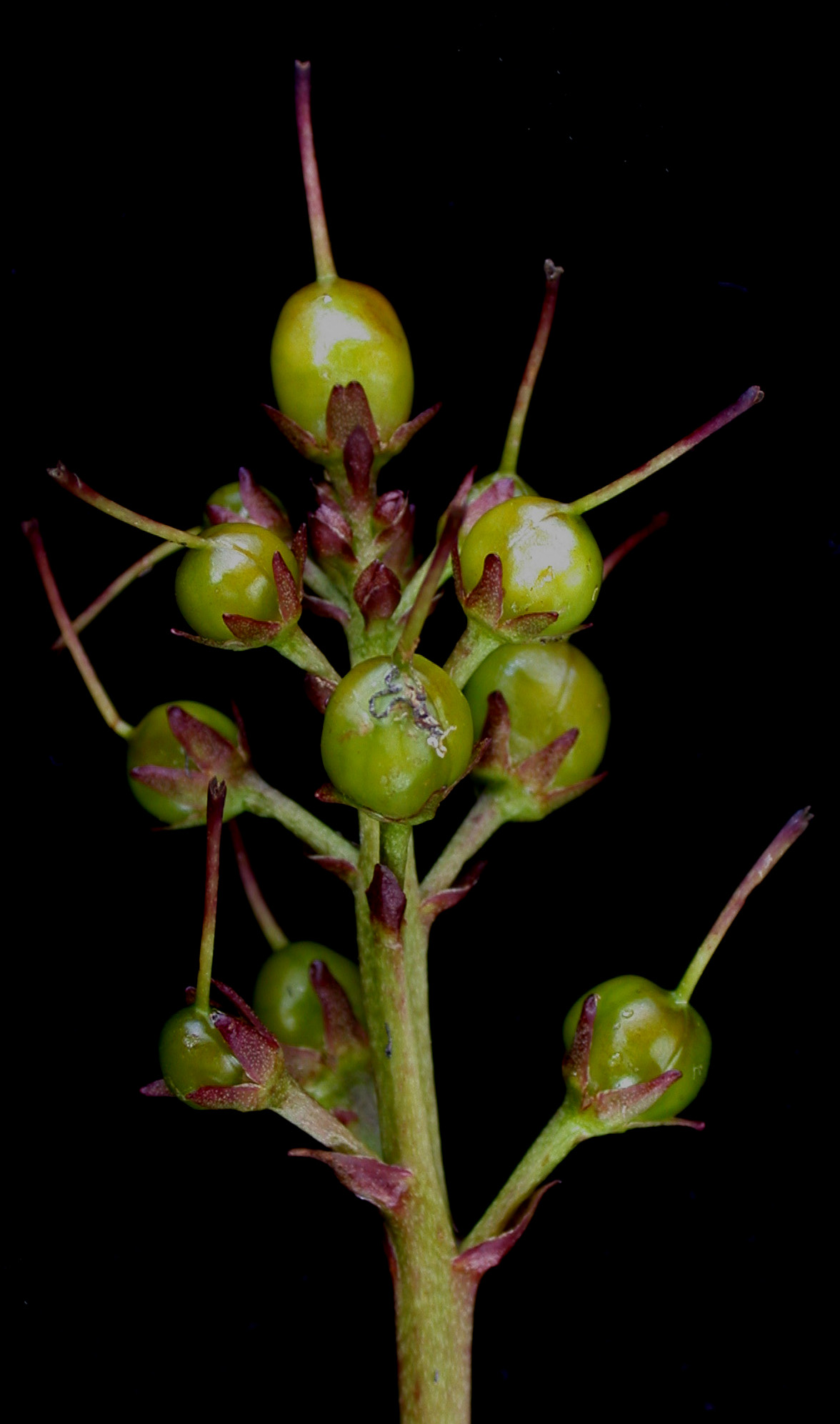
Junger Fruchtstand

### Vegetative Merkmale
Der Fieberklee wächst als ausdauernde, krautige Pflanze, die Wuchshöhen von 15 bis zu 30 Zentimetern erreicht. An den Knoten der im Schlamm kriechenden, bei einer Länge von 30 bis 60 (15 bis 80) Zentimetern sowie einem Durchmesser von 0,5 bis 0,9 (0,3 bis 1,5) Zentimetern etwa fingerdicken Rhizome befinden sich schuppenförmige Niederblätter oder die Reste der Basis alter Laubblätter. Die Stängel sind niederliegend oder während der Blütezeit aufsteigend. Manchmal sind die Stängel im Süßwasser flutend.
Die wechselständig angeordneten, über dem Wasserspiegel stehenden (emergent) Laubblätter sind kleeartig und in Blattstiel sowie -spreite gegliedert. Der aufrechte, 12 bis 20 (5 bis 30) Zentimeter lange Blattstiel ist basisnah scheidenartig verbreitert. Die Blattspreite ist dreizählig gefiedert. Die drei fast sitzenden Teilblätter sind bei einer Länge von 4 bis 8 (2 bis 12) Zentimetern sowie einer Breite von 1 bis 5 Zentimetern verkehrt-eiförmigen, länglich-verkehrt-eiförmig oder elliptisch mit keilförmiger Basis, stumpfem oder spitzem oberen Ende und ganzrandig oder wellig gezähnt bis gekerbt; der Mittelnerv ist deutlich erkennbar. Die Nebenblätter befinden sich als Flügel am Blattstiel.

### Generative Merkmale
In den Blattachseln stehen die meist 20 bis 30 (7 bis zu 40) Zentimeter langen, blattlosen Blütenstandsschäfte. Die endständigen, aufrechten, 2,5 bis 15 Zentimeter traubigen Blütenstände enthalten dicht angeordnet 10 bis 20 oder viele Blüten. Die Tragblätter sind bei einer Länge von meist 5 bis 7 (2 bis 15) Millimetern sowie einer Breite von selten 2 bis, meist 3 bis 5 Millimetern eiförmig bis eiförmig-lanzettlich mit stumpfem oberen Ende und ganzrandig. Die Deckblätter sind bei einer Länge von etwa 2 Millimetern sowie einer Breite von etwa 1 Millimeter eiförmig. Der ausgebreitete Blütenstiel ist 10 bis 18 (5 bis 25) Millimeter lang, die untersten sind meist am längsten.
Die zwittrigen Blüten sind radiärsymmetrisch und fünfzählig mit doppelter Blütenhülle. Die fünf mit einer Länge von selten 3 bis, meist 5 bis 7 Millimetern sowie einer Breite von selten 4, bis meist 5 bis 8 Millimetern relativ kleinen, grünen Kelchblätter sind an ihrer Basis zu einer kegelförmigen Kelchröhre verwachsen, die in fünf bei einer Länge von 2 bis 5 Millimetern sowie einer Breite von 2,3 bis 3,6(1,8 bis 3,8) Millimetern länglichen oder eiförmigen mit stumpfem oberen Ende und kahlen Kelchlappen endet. Die Kronblätter sind außen kahl und anfangs häufig lebhaft rosafarben, so dass die knospigen Blütenstände insgesamt rosafarben erscheinen. Innen sind die Kronblätter von vielen kräftigen, mit einer Länge von 2 bis 4 Millimetern langen Fransenhaaren bedeckt und von sehr hell-rosa bis fast rein weißer Farbe. Die Kronlappen sind bei einer Länge von 7,5 bis 10 Millimetern elliptisch-lanzettlich mit stumpfem oder spitzem oberen Ende. Während der Anthese sind sie leicht nach hinten zurückgerollt. Die fünf 1,4 bis 1,7 Zentimeter langen, schmalen Kronblätter sind zu einer kurzen, trichterförmigen Kronröhre verwachsen, die in fünf nach außen gebogenen Kronzipfeln endet, die innen bärtig sind. Die selten 5 bis meist 7 bis 14 Millimeter lange Blütenkrone weist einen Durchmesser von selten 9 bis, meist 12 bis 18 Millimetern auf. Es ist nur der äußere Kreis mit fünf Staubblätter vorhanden, die die Blütenkrone nicht überragen. Die etwa in der Mitte der Kronröhre inserierten, untereinander freien, weißen Staubfäden sind bei einer Länge von 5,5 bis 6,5, selten bis zu 9 Millimetern linealisch. Die rosafarbenen bis violetten, selten weißen bei einer Länge von 1,5 bis 2 Millimetern sowie einer Breite von 0,7 bis 1,5 Millimetern Staubbeutel öffnen sich längs, spreizen die Pollensäcke pfeilförmig ab. Die orangefarbenen tricolporaten Pollenkörner werden als mittelgroße (26–50 µm) Monaden entlassen. Zwei Fruchtblätter sind zu einem kahlen, oberständigen, einkammerigen Fruchtknoten verwachsen. Es gibt zwei Typen von Griffeln (distyl): der kurze ist bei einer Länge von 6 bis 7 Millimetern linealisch und der lange ist 1 bis 1,2 Zentimeter lang. Der fadenförmige Griffel endet in zwei bei einer Länge von 0,2 bis 0,3 Millimetern länglichen Narbenästen.
An der Kapselfrucht befindet sich der haltbare Kelch. Die zweiklappige Kapselfrucht ist bei einem Durchmesser von 6 bis 7 Millimetern mehr oder weniger kugelig und enthält mehrere bis viele Samen. Die glatten, braunen bis gelben Samen sind bei einem Durchmesser von 2 bis 2,5 Millimetern eiförmig bis kugelig oder linsenförmig.

### Chromosomensatz
Die Chromosomengrundzahl beträgt x = 9; es liegt Hexaploidie mit einer Chromosomenzahl von 2n = 54 vor oder es gibt sogar den Nachweis von 2n = 108.

## Ökologie und Phänologie

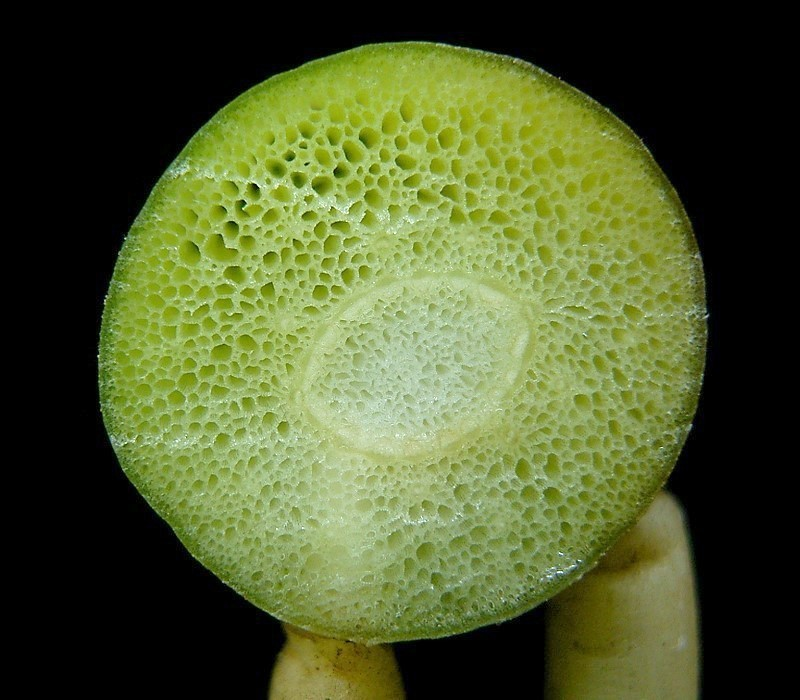
Ein Querschnitt macht das Aerenchym sichtbar

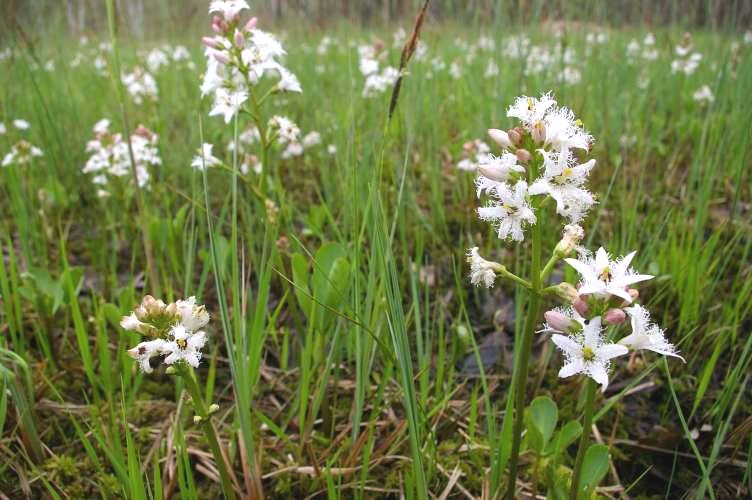
Fieberklee am Standort

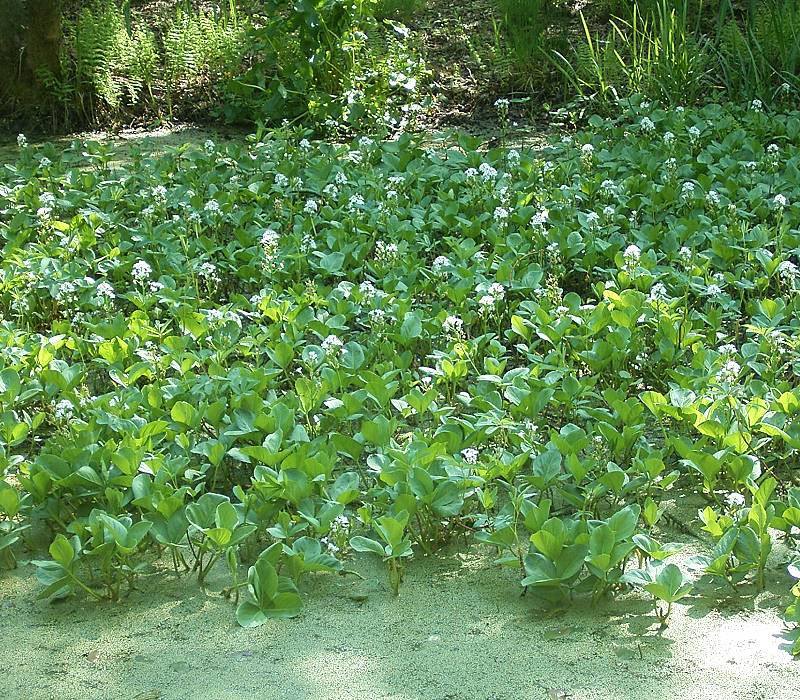
Ins Flachwasser hineinwachsend

In Mitteleuropa reicht die Blütezeit von Ende April (oder in der Schweiz und in Deutschland von Mai) bis Juni. In Mitteleuropa erfolgt die Fruchtreife von Juni bis Juli.
Beim Fieberklee handelt es sich um einen hydromorpen, plurienn-pollakanthen Hemikryptophyten und Hydrophyten.

Der Fieberklee ist als Wasserpflanze ein Wasserwurzler oder eine Sumpfpflanze. Er weist folgende Anpassungen an den Sumpfstandort auf: Stängel und Blattstiele besitzen ein Aerenchym, dies dient der Durchlüftung am sauerstoffarmen Sumpfstandort und dem Auftrieb.
Der Gehalt an Gerbstoffen beträgt bis zu 7 %, was der Fäulnisbildung entgegenwirkt.
Blütenökologisch handelt es sich um homogame „große Trichterblumen“ mit völlig verborgenem Nektar. Die Fransen der Kronblätter sind morphologisch haarförmige Emergenzen, die als Sperrhaare für kleine Insekten dienen und zugleich die Schauwirkung erhöhen. Die Nektarabsonderung erfolgt am Grund der Fruchtknoten. Die Blüten reagieren auf Berührungs- und Temperaturreize. Es ist heteromorphe Selbstinkompatibilität vorhanden, bei der durch die genetisch festgelegte Heterostylie (verschiedengriffelig) Selbstbefruchtung und Samenansatz verhindert werden. Dadurch erfolgt obligate Fremdbefruchtung. Die Bestäubung erfolgt immer nur durch Insekten. Bestäuber sind Bienen, Hummeln, Wespen, Wollschweber (Bombyliidae) sowie Syrphiden. Die zwittrigen Blüten sind leicht protogyn, dabei sind zuerst die weiblichen, später auch die männlichen Blütenorgane fertil, mit deutlicher Überlappung der Geschlechter.
Bei der reifen Kapselfrucht handelt es sich um eine trockene Streufrucht; die Früchte wirken als Windstreuer. Diasporen sind die Samen. Die Diasporen werden durch Wasser (Hydrochorie, Schwimmausbreitung) oder durch den Wind (Anemochorie) ausgebreitet.

## Vorkommen und Gefährdung
Der Fieberklee hat eine weite zirkumpolare Verbreitung auf der Nordhalbkugel und gilt als arktisch-nordisches Florenelement. Es gibt Fundortangaben für Marokko, Spanien, Portugal, Andorra, Frankreich, Korsika, Monaco, Italien, die Schweiz, Liechtenstein, Österreich, Deutschland, Luxemburg, Belgien, die Niederlande, die Isle of Man, das Vereinigte Königreich, Irland, die Färöer-Inseln, Island, Dänemark, Schweden, Norwegen, Finnland, Estland, Lettland, Litauen, Kaliningrad, Polen, Belarus, die Ukraine, die Krim, Tschechien, Ungarn, Moldawien, weite Teile Russlands, die Slowakei, Slowenien, Kroatien, Serbien, den Kosovo, Bosnien und Herzegowina, Bulgarien, Albanien, Rumänien, Montenegro, Nordmazedonien, Griechenland, die Türkei, Armenien, Kasachstan, Indien, Kaschmir, Nepal, die Mongolei, in Tibet und in den chinesischen Provinzen Guizhou, Hebei, Heilongjiang, Jilin, Liaoning, Sichuan, Yunnan sowie nordöstliches Zhejiang, Nord- sowie Südkorea, Japan, Kanada und die Vereinigten Staaten.
Vom Flachland bis in subalpine Höhenstufen wächst der Fieberklee in Feuchtgebieten terrestrisch und halb untergetaucht schwimmend ins Flachwasser hinein. Typische Standorte sind Quellsümpfe von Flüssen, Bruchwälder, Zwischenmoore und die Ränder von Hochmooren. Der Fieberklee gedeiht in Mitteleuropa vor allem in Zwischenmoor- und Schlenken-Gesellschaften (Scheuchzerietalia palustris). Menyanthes trifoliata gedeiht in China in Sümpfen verankert im Schlamm oder in offenen Gewässern in Höhenlagen von 400 bis 3600 Metern.
Der Fieberklee ist eine Pionierpflanze, die in Flachwasser vordringt, zur Verlandung beiträgt und so den Lebensraum für andere Arten bereitet, von denen er schließlich verdrängt wird. Als häufige Begleiter treten Braun-Segge (Carex nigra), Sumpf-Blutauge (Potentilla palustris), Sumpf-Veilchen (Viola palustris) und Schmalblättriges Wollgras (Eriophorum angustifolium) auf.
In den Allgäuer Alpen steigt er im Hochalpsee am Widderstein im Kleinen Walsertal bis zu einer Höhenlage von 2000 Metern auf. Im Kanton Wallis erreicht er sogar die Höhenlage von 2400 Metern.
Die ökologischen Zeigerwerte nach Ellenberg sind: Lichtzahl 8 = Halblicht- bis Volllichtpflanze, Temperaturzahl = indifferent, Kontinentalitätszahl indifferent, Feuchtezahl 9 = Nässezeiger, Feuchtewechsel = Überschwemmung zeigend, Reaktionszahl = indifferent, Stickstoffzahl 3 = Stickstoffarmut anzeigend, Salzzahl 0 = nicht salzertragend, Schwermetallresistenz = nicht schwermetallresistent.
Die ökologischen Zeigerwerte nach Landolt et al. 2010 sind in der Schweiz: Feuchtezahl F = 4+w+ (nass aber stark wechselnd), Lichtzahl L = 4 (hell), Reaktionszahl R = 3 (schwach sauer bis neutral), Temperaturzahl T = 3 (montan), Nährstoffzahl N = 2 (nährstoffarm), Kontinentalitätszahl K = 3 (subozeanisch bis subkontinental).
Bei weltweiter Betrachtung gilt Menyanthes trifoliata wegen seiner weiten zirkumpolaren Verbreitung in der Roten Liste der gefährdeten Arten der IUCN als LC = „Least Concern“ = „nicht gefährdet“. In Deutschland wurde der Fieberklee dagegen in der Roten Liste der gefährdeten Pflanzenarten nach Metzing et al. 2018 in die Kategorie 3 = „gefährdet“ gestellt, da viele der natürlichen Standorte trockengelegt wurden. Er steht gemäß Bundesartenschutzverordnung unter besonderem Schutz und darf nicht ohne Genehmigung aus der Natur entnommen werden.

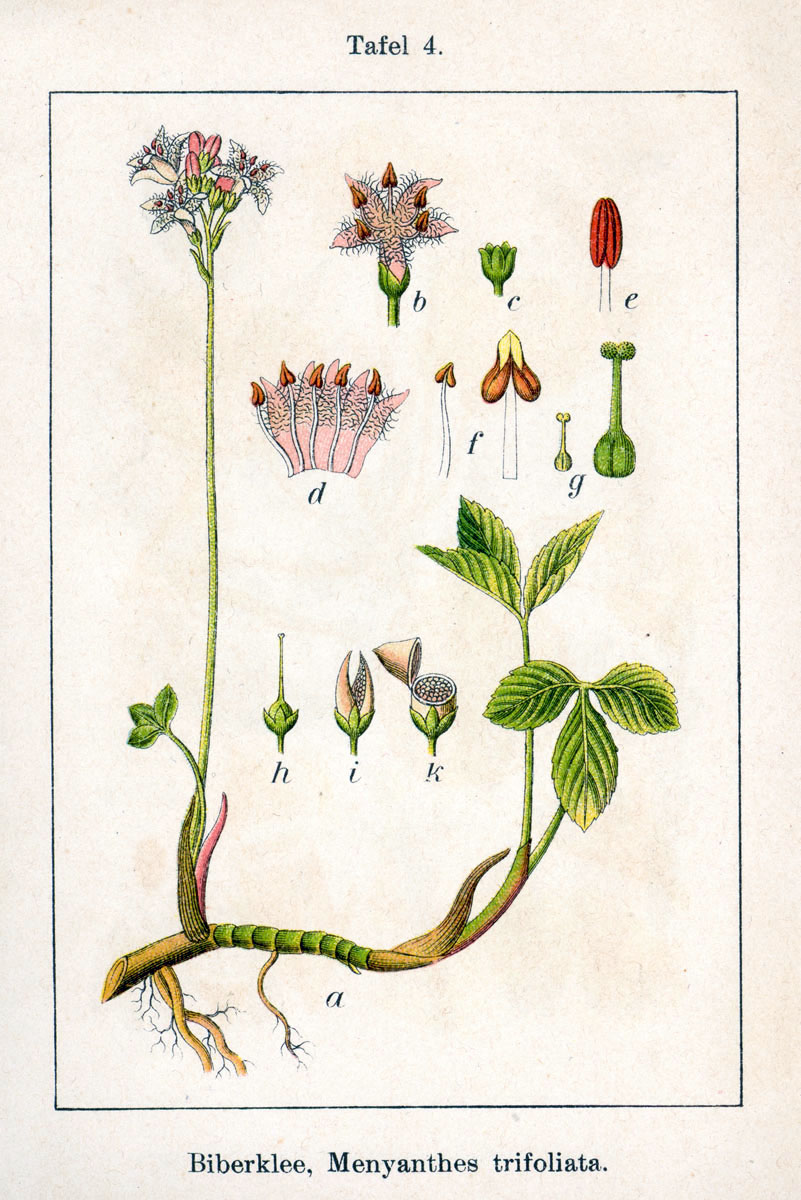
Illustration bei Sturm: Deutschlands Flora in Abbildungen, 1796

## Systematik
Die Gattung Menyanthes wurde 1753 durch Carl von Linné mit der Typusart Menyanthes trifoliata in Species Plantarum, Tomus I, Seite 145 aufgestellt. Ein Synonym für Menyanthes L. ist Limnanthemum S.G.Gmel. Ihren botanischen Namen Menyanthes trifoliata (von griechisch: direkt übersetzt „dreiblättrige Monatsblüte“) erhielt diese Art wegen ihrer typischen drei Teilblätter und wegen der früher verbreiteten Annahme, die Pflanzen würden nur für einen Monat im Jahr blühen.

## Nutzung

### Nahrungsmittel
Aus den Rhizomen kann ein Mehl hergestellt werden, das nur bei Hungersnöten verwendet wird. Den bitteren Geschmack kann man durch Trocknen der Rhizome und anschließendes Mahlen und anschließendes Waschen in fließenden Wasser reduzieren. Durch diesen Vorgang gehen aber auch die Vitamine und Mineralien verloren. Die sehr bitteren Laubblätter wurden auch als Substitut für Hopfen beim Bierbrauen verwendet.

### Pharmakologie

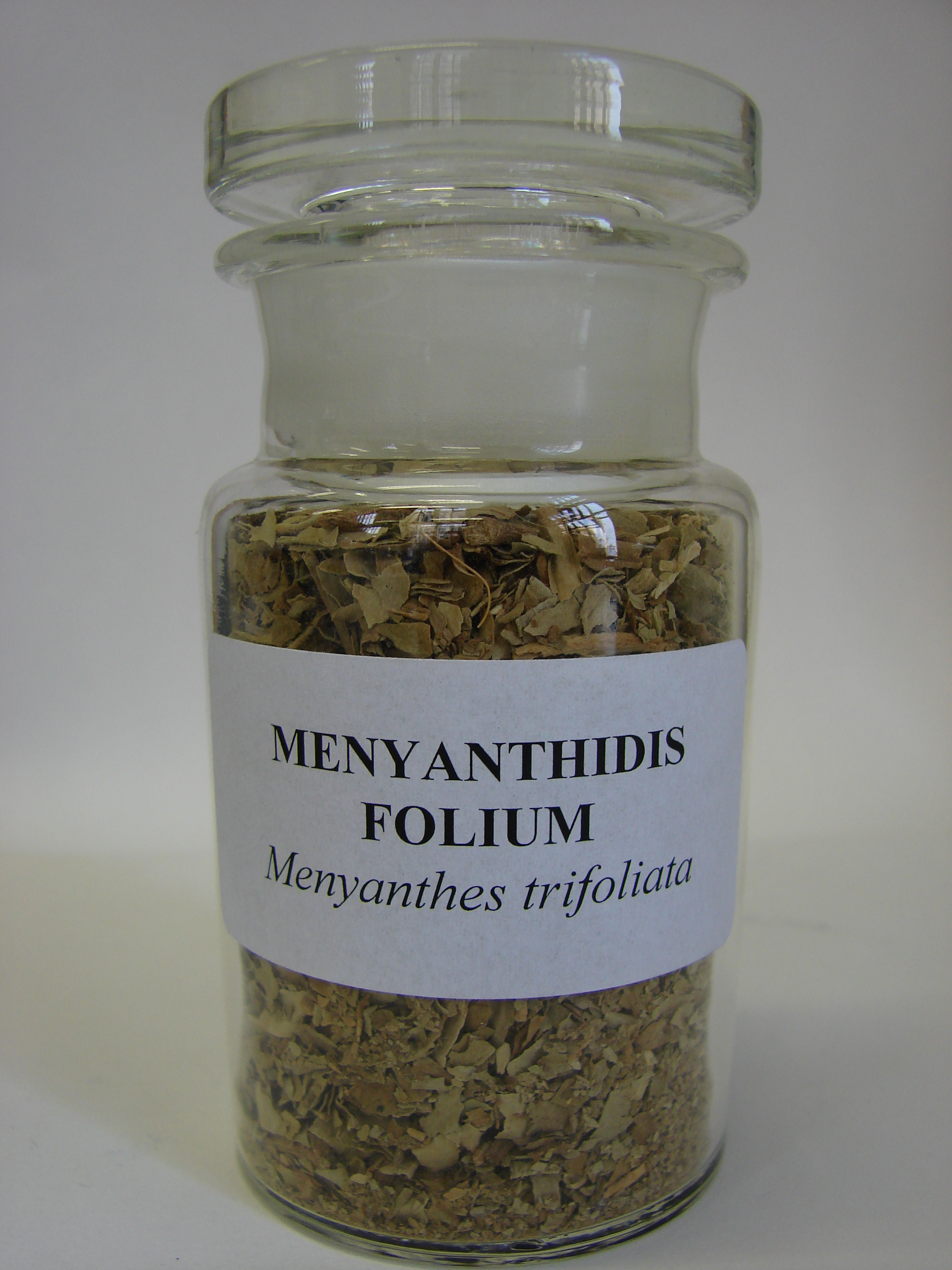
Droge Menyanthidis folium

Den getrockneten Laubblättern blühender Pflanzenexemplare wird eine heilende Wirkung nachgesagt.
Die Droge besteht aus den getrockneten Laubblättern; dabei sind die Bruchstücke der dickeren Blattstiele durch die Schrumpfung des Aerenchyms beim Trocknen runzelig-längsrinnig. Es ist ein ausgeprägt bitterer Geschmack vorhanden.
Wirkstoffe sind: Bitter schmeckende Secoiridoidglykoside wie Dihydrofoliamenthin sowie Swerosid und Iridoidglykoside wie Loganin sowie Desoxyloganin; Monoterpenalkaloide wie Gentianin entstehen wohl erst bei der Aufarbeitung der Pflanzenteile; Flavonoide, Cumarine, Phenolcarbonsäuren und Gerbstoffe. Der Fieberklee enthält auch das Glycosid Menyanthin, Flavonoide sowie Cumarine.
Als Bittermittel fördert die Droge Menyanthidis folium (Bitterkleeblätter) die Speichel- und Magensaftsekretion und wird deshalb bei Appetitlosigkeit und Verdauungsstörungen sowie bei Völlegefühl oder Blähungen eingesetzt. Auch in bitteren Kräuterlikören und -schnäpsen sind gelegentlich Auszüge enthalten. Fieberkleeblätter werden überwiegend in Teemischungen verwendet.
Die früher übliche Einnahme gegen Fieber kann auf Grund der Inhaltsstoffe nicht nachvollzogen werden.
Heutige Zubereitungsvorschriften sind im Homöopathischen Arzneibuch (HAB) aufgeführt. Im 19. Jahrhundert wurde der frisch ausgepresste Saft der „eben zur Blüte aufbrechenden ganzen Pflanze“ mit der gleichen Menge Weingeist gemischt.

### Toxikologie
Alle Pflanzenteile sind kaum giftig. Hauptwirkstoffe sind Alkaloide wie Gentianin.
Als Auswirkung können unangenehme Kopfschmerzen auftreten. Große Dosen können Erbrechen und Durchfall bewirken, was aber nur bei Missbrauch des alten Volksheilmittels zu erwarten ist.

## Sonstiges
Die Loki Schmidt Stiftung kürte den Fieberklee zur „Blume des Jahres“ 2020.